# تيري فورمان
تيري فورمان (بالإنجليزية: Terry Forman)‏ هو لاعب اتحاد الرغبي أسترالي، ولد في 12 يناير 1948.